# Géologie de l'Algérie
 (janvier 2016).
La géologie de l'Algérie est caractérisée par la grande diversité de ses roches et de ses structures. Le pays fait partie de l'ensemble Nord-Ouest africain et si on examine un schéma structural de cette zone, on y trouve deux domaines principaux : 
Un domaine méridional, le Sahara, où affleurent les socles précambriens du Hoggar et des Eglab, et leur couverture phanérozoïque de la plate-forme saharienne.
Un domaine septentrional, la zone atlasique, comportant un Atlas saharien au Sud, qui se prolonge à l'Ouest (Maroc) par le Haut Atlas marocain et à l'Est (Tunisie) par l'Atlas tunisien.
Au Nord, l'Atlas tellien, domaine varié et très complexe ayant aussi des équivalents au Maroc (le Rif et le Pré-Rif) et en Tunisie (Kroumirie et Nefza). Cet Atlas tellien comporte une zone interne et une zone externe formés de terrains allochtones (nappes de charriage). Entre les deux Atlas affleurent les Hautes plaines qui se terminent à l'est par la chaîne du Hodna et se continuent à l'Ouest par la Mesetaaa
 oranaise et au-delà des Atlas (Haut et moyen Atlas) par la Meseta marocaine, qui se noie dans l'Atlantique.
Entre les ensembles sud (plate-forme saharienne) et nord (l'ensemble atlasique), un énorme accident de valeur continentale est connue : l'Accident Sud Atlasique (ASA) (dénommé aussi: Flexure saharienne), qui va d'Agadir (Maroc), jusqu'à Gabes (Tunisie). Il passe en Algérie aux environs de Biskra, Laghouat...

## Historique de l'étude géologique de l'Algérie
Des bassins sédimentaires qui s'inscrivent dans le processus de géodynamique globale de la tectonique des plaques qui a structuré l'Algérie en deux, au nord l'Algérie alpine  et au sud la plate-forme saharienne.

## Les grands ensembles géologiques de l'Algérie

### Morphologie
Le pays comprend quatre grands domaines du nord au sud : 
- l'Atlas tellien (ou le Tell), constitué de reliefs escarpés et de plaines littorales dont les plus riches d'Algérie sont la Mitidja au centre, le Chelif à l'ouest et le Seybouse à l'est.
- les Hauts Plateaux, sont une zone steppique localisée entre l'Atlas Tellien au nord et l'Atlas Saharien au sud.
- l'Atlas saharien, qui forme une longue suite de reliefs orientés NE-SO s'étendant de la frontière marocaine à celle de la Tunisie.
- le Sahara algérien, qui recèle l'essentiel des ressources en hydrocarbures, est un désert formé de grandes étendues de dunes (Erg Oriental et Erg Occidental), de plaines caillouteuses (regs) et parsemé d'oasis, qui sont autant de centres urbains comme El Oued, Ghardaïa et Djanet (Ph. 1). Le massif des Eglab à l'ouest et le massif du Hoggar à l'est forment, pratiquement, la limite méridionale du Sahara algérien.

### Aspects structuraux
L'Algérie est divisée en deux unités tectoniques majeures séparées par la faille sud-atlasique : 
- le Nord de l'Algérie portant l'empreinte de la tectonique alpine ;
- la plate-forme saharienne, relativement stable, où la tectonique est moins prononcée.

### Le nord de l'Algérie
Le Nord de l'Algérie est délimité par les éléments suivants : 
- au sud, l'Atlas saharien, une chaîne de montagnes d'origine alpine ;
- au centre, des plates-formes comme la Méséta oranaise à l'ouest et le môle d'Ain Regada à l'est ;
- dans la partie septentrionale, l'Atlas tellien est une zone complexe constituée de nappes mises en place au Miocène inférieur. Des bassins néogènes tardifs comme le Chélif et le Hodna se sont installés sur ces nappes.

### Cadre régional du Nord-Est Algérien
Les zones internes des maghrébides disparaissent à l'Ouest du Djbel Gouraya et laissent place au domaine des Babors qui font partie des zones externes. Les Babors bordent sur une grande partie le golfe de Béjaia. Ce domaine fait suite au Sud-Ouest et au Sud-Est à des formations de type flysch du Crétacé et du Paléogène. On distingue deux grands domaines structuraux :
- Un domaine septentrional ou Babor sensu stricto, divisé par un contact tectonique majeur en deux ensembles principaux eux-mêmes écaillés :

1. L'unité Barbacha-Brek-Gouraya.
2. L'unité Draa-EL-Arba-Eraguène[1].

- Un domaine méridional ou sub-baborien, qui s'organise selon plusieurs unités tectoniques superposées dont les principales sont Beni-Ourtilane et Djbel Babors. Ces différents domaines sont traversés suivant une direction  SW-NE par la vallée de la Soummam[2]. L'unité de Barbacha couvre la plus grande partie du territoire d'Oued Amizour, mais elle se poursuit également sur la partie N-W du territoire de Ziama (Jijel) où elle semble disparaître en mer à partir du méridien passant par Oued Aguerioum. Sa limite méridionale se situe au contact de l'unité Draa-El-Arba, mais localement l'unité de Barbacha chevauche directement vers le S-E.

On distingue les séries stratigraphiques suivantes :
- Jurassique : représentée par des dépôts de plateforme carbonatée surmontée par des sédiments plus profonds (calcaire à silex et pélites).
- Crétacé : deux faciès caractéristiques distinguent le Crétacé:

1. un Crétacé inférieur composé de calcaire pélitiques, marnes conglomératiques et pélites schisteuses à rares lits de grès.
2. un Crétacé supérieur représenté par des marnes et des marno-calcaires, des conglomérats.

- Cénozoïque : représentée par des calcaires et marnes en copeaux[3].

### Le Tell
C’est un ensemble géographique complexe qui regroupe des bassins sédimentaires, des massifs autochtones allant du Paléozoïque au Cénozoïque et des terrains allochtones constitués essentiellement de sédiments crétacés et paléogènes.
Cette région du Nord de l’Algérie fait partie du système alpin qui de Gibraltar à l’Himalaya n’a pas encore terminé son évolution.
L’Algérie du Nord Est caractérisée par la complexité et la diversité des structures. On y rencontre des structures compliquées de tectonique tangentielles se traduisant par des écaillages et des nappes de charriage au Nord évoluant vers une tectonique plus simple et plus souple au Sud.
L’âge des formations rencontrées varie du Précambrien jusqu’au plio-quaternaire avec prédominance de formations Méso et Cénozoïques. 

### Le domaine Méridional (Le Sahara)
La plate-forme saharienne, qui est située au sud de l'Algérie alpine et appartient au craton Nord-Africain. Elle comprend un socle précambrien sur lequel repose en discordance une puissante couverture sédimentaire, structurée au Paléozoïque en plusieurs bassins séparés par des zones hautes. On distingue d'ouest en est : 
- les bassins de Tindouf et de Reggane situés sur les bordures nord et nord-est du bouclier Reguibat. La couverture sédimentaire atteindrait 8 000 m dans le bassin de Tindouf et 6 500 m dans celui de Reggane. Dans cette zone peu explorée, les formations paléozoïques pourraient se révéler à hydrocarbures liquides et gazeux ;
- le bassin de Béchar limité au nord par le Haut Atlas, au sud et à l'ouest par la chaîne d'Ougarta. Sa couverture sédimentaire atteindrait 8 000 m. Les réservoirs se trouvent dans le détritique paléozoïque inférieur et les récifs carbonifères ;
- le bassin d'Ahnet-Timimoun limité au nord par le haut fond d'Oued Namous, à l'ouest par la chaîne d'Ougarta, au sud par le bouclier Touareg et à l'est par la dorsale d'Idjerane-Mzab. La couverture serait en moyenne de 4 000 m. Dans le Sud, les réservoirs ordoviciens et dévoniens inférieurs sont gazéifères. Au nord, dans la cuvette de Sbaa, de l'huile a été découverte dans la totalité du Paléozoïque ;
- les bassins du Mouydir et de l'Aguemour-Oued Mya sont limités à l'ouest par la dorsale d'Idjerane-Mzab et à l'est par la dorsale Amguid-El Biod. Au sud, les sédiments paléozoïques affleurent dans le Mouydir. Au nord, dans la dépression d'Aguemour-Oued Mya, comblée par une puissante série paléozoïque et méso-cénozoique (5 000 m à Oued Mya), d'importants gisements ont été mis en évidence dans le Cambrien (Hassi Messaoud) et le Trias (Hassi Rmel) ;
- la synéclise d'Illizi-Ghadamès est limitée à l'ouest par la dorsale d'Amguid-El Biod et à l'est par le môle de Tihemboka et les confins tuniso-libyens. Dans le bassin de Ghadamès, la couverture sédimentaire (supérieure à 6 000 m), renferme des gisements d'hydrocarbures dans le Paléozoïque et le Trias.

### Les socles Précambriens
En Algérie, le Précambrien affleure dans deux régions: le Hoggar et la dorsale Reguibat.

#### Le socle des Eglab-Yetti (La dorsale Reguibat)
La dorsale Reguibat située dans le craton Ouest-Africain est étirée sur 1 500 km de l'Est vers l'Ouest, limitée au Nord par le bassin de Tindouf et au Sud par le bassin de Taoudeni. On y distingue deux domaines géographiques : le Yetti à l'ouest et les Eglab à l'est. Les terrains précambriens regroupent le socle déformé et la série stromatolithique du Hank, recouvert en discordance par les tillites de l'Ordovicien supérieur. Le socle des Eglab n'a pas été déformé depuis l'Eburnéen (2Ga).

#### La chaine du Hoggar
Le Hoggar est situé au cœur du Sahara en Algérie. Il se prolonge au Mali par l'Adrar des Iforas et au Niger par l'Aïr. La limite supérieure des socles précambriens du Hoggar est la discordance infra-Tassilienne. La structure du Hoggar est une juxtaposition de compartiments longitudinaux mettant des niveaux structuraux d'âges différents en contact.
Dans les bassins sahariens, à couverture sédimentaire d'âge paléozoïque ou plus récent, le substratum n'a été reconnu que par de rares sondages, notamment dans les régions d'Illizi et de l'Ahnet. Il semble être de même nature et de même âge que celui affleurant au Hoggar. Au Hoggar, le socle est d'âge panafricain (600 Ma) et associé à la chaîne Panafricaine. Celle-ci est interprétée comme une chaîne de collision entre un craton stable et rigide à l'ouest, le craton Ouest-Africain, et une zone mobile, véritable marge active à l'est. La suture entre ces deux blocs est représentée par un contact net entre les métasédiments du craton Ouest Africain, d'âge Protérozoïque supérieur et les gneiss panafricains. Ceux-ci se sont formés à partir de roches plutovolcaniques et de socle remanié. Ces métasédiments reposent sur un socle éburnéen plus ancien (2 Ga). 
Cette suture, définie par gravimétrie, passerait sous l'axe du bassin de Reggane et à la limite NO du bassin de Tindouf. Plus au sud, la présence de matériel profond tel des basaltes, des gabbros, des harzburgites, etc., témoignerait de l'existence d'un domaine océanique anté-collision. Au Hoggar, la chaîne Panafricaine est affectée par d'importants accidents subméridiens, délimitant les domaines structuraux suivants : 
- à l'ouest la Chaîne Pharusienne est divisée en deux branches. La branche occidentale, socle éburnéen, est formée de divers granites injectant une série plus ancienne. Ce socle est surmonté de deux séries volcano-détritiques, la série verte et la série pourprée. Elles représentent la molasse de la chaîne. La branche orientale est un vaste fossé de grauwackes et de pélites, injecté d'andésites, où l'on observe un important développement de granites ;
- le Hoggar Central Polycyclique, est essentiellement composé de granulites et de gneiss, provenant d'un socle pré- panafricain réactivé et injecté par d'importants volumes de granites syn-orogéniques ;
- le Hoggar Oriental-Ténéré, stabilisé vers 725 Ma, développe sur sa marge occidentale une chaîne linéaire intracontinentale (chaîne de Tiririne)

D'après la gravimétrie, la sismique et le forage, cette organisation subméridienne, notamment les accidents majeurs délimitant les blocs crustaux de nature distincte, se prolongerait au nord sous les bassins sahariens. Ainsi, sous la couverture paléozoïque, le substratum serait des types suivants : 
- pharusien occidental, sous les bassins de l'Ahnet-Timimoun ;
- pharusien oriental, sous Mouydir-Oued Mya ;
- Hoggar Central, sous Amguid-El Biod ;
- Hoggar Oriental, sous Illizi-Ghadamès. Il est difficile de prévoir l'extension au nord de ces éléments. Vers la zone des voûtes Allal-Tilrhemt, un socle de nature rhyolitique a été rencontré par forage en quelques points. Sous le bassin de Tindouf et de Reggane, situés sur le Craton Ouest Africain, on note l'existence d'épaisses séries volcano-détritiques (6000 à 10 000 m), comblant des fossés précambriens. Le substratum pourrait être de même âge et nature que celui des Eglab. La morphologie de ce socle, illustrée par la carte en isobathes proche du mur du Paléozoïque, est connue grâce à la sismique et aux forages.

## Histoire géologique

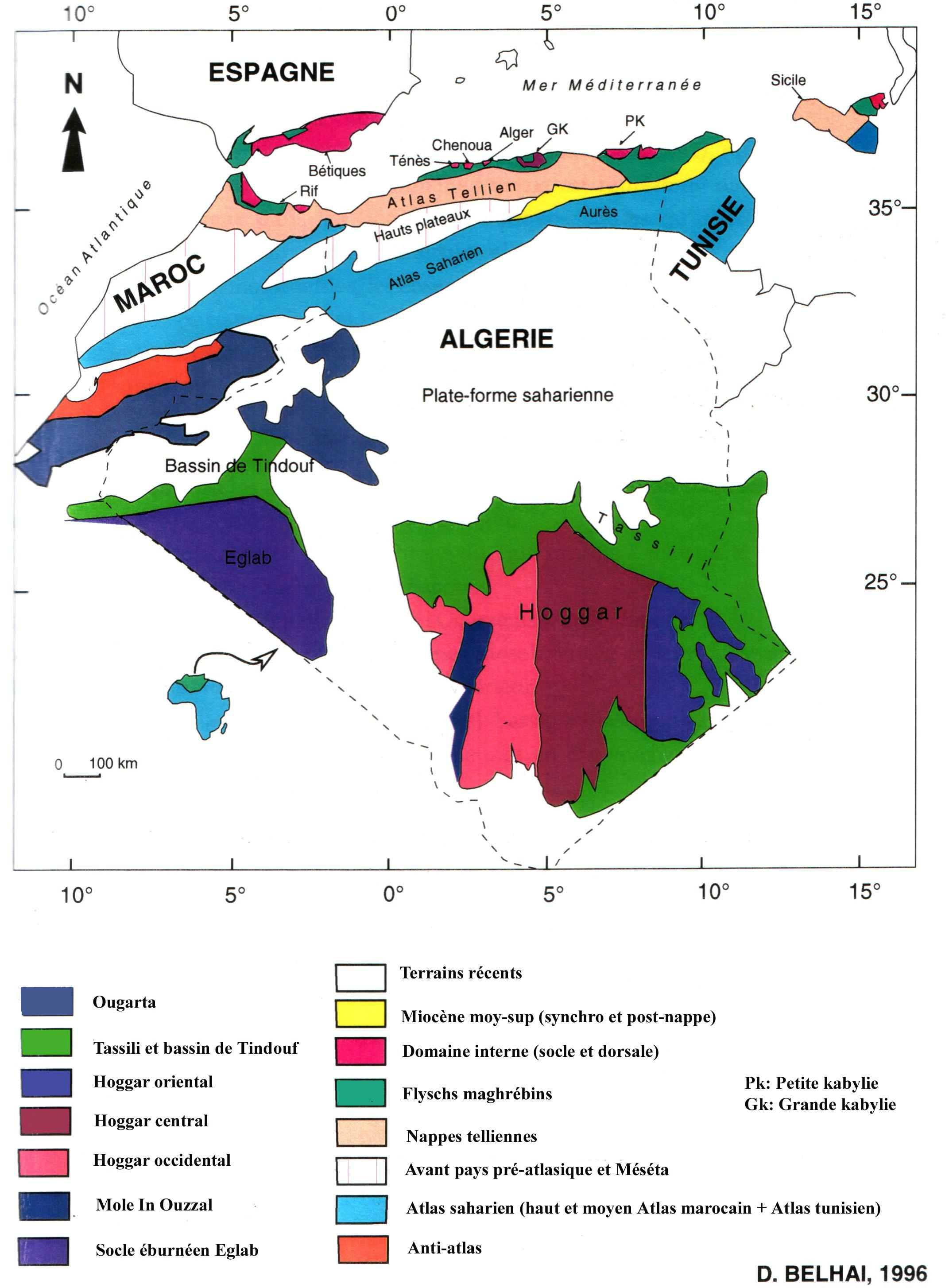
Carte géologique de l'Algérie

### Précambrien
En Algérie, le Précambrien affleure dans deux régions: le Hoggar et la dorsale Reguibat.
- Dorsale Reguibat, située dans le craton ouest-africain est étirée sur 1 500 km de l'est vers l'ouest, limitée au nord par le bassin de Tindouf et au sud par le Bassin de Taoudeni. On y distingue deux domaines géographiques : le Yetti à l'ouest et les Eglab à l'est. Les terrains précambriens regroupent le socle déformé et la série stromatolitique du Hank, recouvert en discordance par les tillites de l'Ordovicien supérieur. Le socle des Eglab n'a pas été déformé depuis l'Eburnéen (2 Ga).

- Hoggar, situé au cœur du Sahara en Algérie. Il se prolonge au Mali par l'Adrar des Iforas et au Niger par l'Aïr. La limite supérieur des socles précambriens du Hoggar est la discordance infra-Tassilienne. La structure du Hoggar est une juxtaposition de compartiments longitudinaux mettant des niveaux structureaux d'âges différents en contact. Le Hoggar est subdivisé en trois domaines : le Hoggar Occidental (chaine pharusienne), le Hoggar Central polycyclique et le Hoggar Oriental (chaine  tiririnienne).

### Paléozoïque
- La partie inférieure du Paléozoïque (Ordovicien-Silurien), affleure sous forme de gneiss, micaschistes et quartzites dans la partie septentrionale : monts de Ghar-Rouban, Tiffrit, Chenoua, Kabylie.
- Le Dévonien : la sédimentation comporte des brèches, recouvertes d’un ensemble schisto-gréseux avec calcaires récifaux à Ghar-Rouban et Tlemcen, incluant des épisodes éruptifs
- Le Carbonifère : il est connu dans le Djurdjura (faciès continentaux), dans les monts de Ghar Rouban (Viséen schisto-conglomératique) et dans la région de Tlemcen où sont inclus des épisodes éruptifs.

### Mésozoïque
- Le Trias : il évolue d'une sédimentation gréseuse à de puissants dépôts évaporitiques se terminant par des calcaires dolomitiques avec intercalations de volcanites basiques.

En Grande Kabylie, une partie du Permien et du Trias inférieur sont constitués de grès rouges surmontés par des calcaires du Muschelkalk en bancs épais ou en plaquettes. Une sédimentation gréseuse rouge reprend ensuite, accompagnée d'intercalations doléritiques. 
Au sud, région des Babors, le Keuper, salifère et gypsifère, repose sur les calcaires du Muschelkalk. Cette sédimentation lagunaire s'étend tout le long de la zone tellienne. À l'est, ce Trias lagunaire, argilo-détritique, évolue en tendance carbonatée au Muschelkalk. En fin de Trias, les dépôts évaporitiques se généralisent.
- Le Jurassique : il débute par une transgression marine ; les faciès calcaréo-dolomitiques à oolithes du Rhétien, reposant sur le Keuper, laissent place à des marnes au Lias supérieur.

Dans la Hodna et à Boussaâda, des carbonates comblent la fosse atlasique.
Dans le Tell occidental et la plate-forme saharienne, les dépôts sont carbonatés (200 m).
Le Jurassique moyen apparaît en Kabylie avec une sédimentation carbonatée réduite, et dans le Tell avec une sédimentation argilo-carbonatée épaisse au niveau des Hauts-Plateaux et du môle constantinois (carbonates), ainsi que dans la fosse atlasique Pour la bordure sud de l'Oranais et de l'Atlas saharien occidental, le Bajocien montre une tendance détritique traduisant une activité fluvio-deltaïque. Les grès du Jurassique supérieur s'étendent vers le nord soulignant une régression. S'opposent alors les domaines marins du nord et les domaines continentaux deltaïques du Sud. Cependant, au Sud quelques dépôts d'influences marines s’observent encore (Hauts-Plateaux et fosse atlasique). À l'Est du méridien Sedrata-Laghouat, le milieu est marin jusqu'au Jurassique supérieur.
- Le Crétacé : détritique et siliceux, il affleure dans l'Atlas saharien, où il atteint 1 200 m de puissance. À l'Aptien, une transgression carbonatée à récifs marque la sédimentation dans le Hodna et les Aurès; les grès dominent au Sud et à l'Ouest (fluvio-deltaïque).

À l'Albien, des grès puis des flyschs se déposent dans l'Atlas saharien alors que dans le Tell, ce sont des faciès argilo-gréseux qui dominent. Dans le SE constantinois, une transgression Crétacé supérieur s'amorce avec des dépôts de carbonates.
Au Cénomanien, la mer est présente, peu profonde au Sud (évaporites) ou franchement marine dans le Tell (1 000 m de marnes pélagiques). Le Cénomanien est néritique (300 à 400 m de puissance) à Telagh et Tiaret, carbonaté dans le Hodna. Le Turonien marneux à lamellibranches et échinodermes couvre tout le nord algérien à l'exception des Hauts-Plateaux et du constantinois.
Au Sénonien, la sédimentation marno-calcaire se poursuit marquée par un approfondissement marin.

### Cénozoïque
- Il débute à l’Éocène par des dépôts étendus et puissants : marnes, calcaires et argiles dans le Tell et marnes gypseuses, calcaires phosphatés et à silex dans le Hodna.
- À l'Oligocène, la sédimentation est dominée par les grès.
- Au Miocène inférieur, une épaisse série de marnes bleues (+1 000 m) accompagne la transgression qui envahit l'Algérie depuis Tlemcen jusqu'à Biskra engendrant l’individualisation des bassins de Tafna, du bas et moyen Chelif, du Hodna et des Sébaou.
- Au Miocène supérieur, la régression au Burdigalien est suivie d'une transgression dans le Chelif (marnes noires ou bleues, sables, grès, calcaires, diatomites, gypse).
- Au Pliocène, des marnes bleues gréseuses (1 000 m) se déposent dans le Chélif et la Mitidja. Partout ailleurs, la sédimentation est lagunaire ou continentale.